# Iberische wolf
De Iberische wolf (Canis lupus signatus) is een kleine ondersoort van de wolf, die alleen in Spanje en Portugal voorkomt.

## Beschrijving
Deze ondersoort heeft een iets rossiger vacht dan de grijze wolf. Ze zijn iets kleiner dan ondersoorten uit noordelijker gebieden in Europa. De vacht is in de winter voorzien van een grauwe dekvacht en in de zomer verliest de wolf veel van zijn haren en heeft dan een enigszins "shabby" uiterlijk. De poten zijn breed aan de onderkant, zodat het dier in rotsachtige streken een goede grip op de ondergrond heeft.

## Leefwijze en voeding
Iberische wolven leven in paren of kleine familiegroepen en maken jacht op jonge reeën, konijnen, egels, ratten, hagedissen, vogels en insecten. Ook eten ze eieren en vruchten zoals bessen. Een groep bestaat meestal uit een mannetje en een vrouwtje, voor langere tijd vergezeld door hun eigen opgroeiende nageslacht. Meestal verlaten de jongen na de puberteit de groep en vinden een eigen partner. Het komt zelden voor dat de ondersoort in grotere groepen jaagt of leeft.

## Leefgebied en status
Het oorspronkelijke leefgebied betrof het hele Iberisch schiereiland, maar de Iberische wolf komt alleen nog voor in enkele gebieden in het noorden van Spanje en Portugal. Naar schatting is de wolvenpopulatie zo'n 2000, waarvan 300 in Portugal. Het aantal neemt nog steeds af, door verdwijnen van geschikt leefgebied en door het oprukken van de mens. Er zijn regionale organisaties die hieraan proberen een halt toe te roepen door middel van voorlichting en opvang van gewonde dieren en terugplaatsing en educatie over de aard van de wolf aan omwonenden.
De Iberische wolf is volgens de IUCN nog steeds gevoelig voor uitsterven en sommige populaties, zoals die in de Sierra Morena zijn zelfs ernstig bedreigd. Het Ministerie van Ecologische Transitie in Spanje heeft vanaf 22 september 2021 de Iberische wolf op de lijst van speciaal beschermde diersoorten geplaatst waardoor er meteen een jachtverbod geldt in heel Spanje.

## Dierentuinen
Iberische wolven worden gehouden en gefokt in verschillende dierentuinen. Zo zijn ze onder meer te zien in de Parque Zoológico y Jardín Botánico Alberto Durán in Jerez de la Frontera en in de dierentuin van Lissabon, de Jardim Zoológico de Lisboa in Portugal.